# Майе, Жак-Леонар
Жак-Леонар Майе (фр. Jacques-Leonard Maillet; 12 июля 1823, Париж, Франция — 14 февраля 1894, Париж, Франция) — французский скульптор.

## Биография
Майе родился в Париже, в семье плотника. В раннем детстве обучался в художественной школе пригорода Сент-Антуан. В октябре 1840 года, в возрасте семнадцати лет поступил в Национальную школу изящных искусств, где учился вначале у Жан-Жака Фешера, а затем у Жан-Жака Прадье.
В 1847 году он получил Римскую премию и провёл четыре года в качестве пенсионера Французской академии в Риме, что помогло ему продвинуться в карьере скульптора.
По возвращении в Париж в 1853 году Майе принял участие в нескольких Парижских салонах и выставках, которые принесли ему награды, признание и успех. Майе начал большую работу над орнаментами для Луврского дворца, ратуши и Дворца Гарнье. Он также интересовался техническими аспектами искусства и изобрел процесс полихромирования для работ, выпускаемых серийно.
Жак Майе умер в 1894 году; похоронен в Париже на кладбище Пер-Лашез.